# Torneo Apertura 2020 Primera División (Guatemala)
El Torneo Apertura 2020 de Primera División será la edición número 34 de la máxima categoría de ascenso desde el cambio de formato en la temporada 2002-03; y servirá como inicio de la temporada 2020-21.

## Sistema de competición
La competición está dividida en dos fases: la fase de clasificación y la fase final.

### Fase de clasificación
Los 20 equipos participantes se dividen en 4 grupos de 5 equipos según cercanía geográfica, juegan todos contra todos a local y visitante durante 10 fechas. Al final de esta fase, los dos mejores equipos de cada grupo avanzan a los cuartos de final, es decir, la fase final.

### Fase final
En esta fase, los 8 equipos clasificados se ordenan en una tabla según su desempeño en la fase de clasificación, para definir los enfrentamientos, se usa el siguiente criterio:
- 1° vs 8°
- 2° vs 7°
- 3° vs 6°
- 4° vs 5°

Asimismo, el mejor clasificado de cada enfrentamiento juega el segundo partido en casa.
Tras jugar esta ronda, los cuatro equipos clasificados se ordenan de nuevo, realizando los enfrentamientos de esta manera:
- 1° vs 4°
- 2° vs 3°

Se utilizan los mismos criterios para esta fase.
Finalmente, los dos clasificados de esta ronda llegan a la final, el ganador de esta serie se proclama ganador del torneo.
Los dos equipos finalistas aseguran participar en los partidos por el ascenso a Liga Nacional al final de la temporada.

## Equipos participantes
| Grupo A              | Grupo A              | Grupo A                            | Grupo A                            | Grupo A   |
| Equipo               | Entrenador           | Ciudad                             | Estadio                            | Capacidad |
| -------------------- | -------------------- | ---------------------------------- | ---------------------------------- | --------- |
| CD Marquense         | Marvin Ruano         | San Marcos, San Marcos             | Marquesa de la Ensenada            | 10 000    |
| Plataneros La Blanca |                      | La Blanca, San Marcos              | Florencio Barrios                  | 500       |
| Quiché FC            | Carlos Romero        | Santa Cruz del Quiché, Quiché      | Municipal de Santa Cruz del Quiché | 4 000     |
| Deportivo San Pedro  | Francisco Melgar     | San Pedro Sacatepéquez, San Marcos | Estadio Municipal de San Pedro     | 4 000     |
| Xinabajul-Huehue     | Silvio Fernández     | Huehuetenango, Huehuetenango       | Los Cuchumatanes                   | 5 340     |
| Grupo B              |                      |                                    |                                    |           |
| Equipo               | Entrenador           | Ciudad                             | Estadio                            | Capacidad |
| Coatepecano I.B.     | Ronald Mora          | Coatepeque, Quetzaltenango         | Estadio Israel Barrios             | 21 000    |
| CD Nueva Concepción  | Mario Calderón       | Nueva Concepción, Escuintla        | José Luis Ibarra                   | 3 000     |
| CSD Puerto San José  | Nelson Cáceres       | Puerto San José, Escuintla         | Vicente Arévalo                    | 1 000     |
| CSD Sololá           | Marvin Hernández     | Sololá, Sololá                     | Estadio Xambá                      | 2 000     |
| CSD Suchitepéquez    | César Eduardo Méndez | Mazatenango, Suchitepéquez         | Carlos Salazar Hijo                | 10 000    |
| Grupo C              |                      |                                    |                                    |           |
| Equipo               | Entrenador           | Ciudad                             | Estadio                            | Capacidad |
| Chimaltenango FC     | Otto Rodríguez       | Chimaltenango, Chimaltenango       | Municipal de Chimaltenango         | 1 500     |
| Comunicaciones B     | Iván Franco Sopegno  | Ciudad de Guatemala                | Cementos Progreso                  | 17 500    |
| Deportivo Petapa     | Omar Rodríguez       | San Miguel Petapa, Guatemala       | Julio Armando Cobar                | 7 500     |
| Naranjeros Escuintla | Anderson Alvarado    | Escuintla, Escuintla               | Armando Barillas                   | 10 000    |
| Aurora FC            | Tomás González       | Ciudad de Guatemala                | Estadio del Ejército               | 12 000    |
| Grupo D              |                      |                                    |                                    |           |
| Equipo               | Entrenador           | Ciudad                             | Estadio                            | Capacidad |
| CSD Zacapa Tellioz   | Roberto Gamarra      | Zacapa, Zacapa                     | David Ordóñez Bardales             | 8 500     |
| CSD Carchá           | Diego Cerutti        | San Pedro Carchá, Alta Verapaz     | Juan Ramón Ponce Guay              | 4 406     |
| CSD Mictlán          | José Garnica         | Asunción Mita, Jutiapa             | La Asunción                        | 5 000     |
| CSD Mixco            | Julio Gómez          | Mixco, Guatemala                   | Santo Domingo                      | 1 000     |
| CSD Sayaxché         | Melvin Véliz         | Sayaxché, Petén                    | La Pasión                          | 4 000     |

## Clasificación

### Grupo A: Occidente
|                                              | Pos. | Equipos              | PJ | PG | PE | PP | GF | GC | Dif. | PTS | Clasificación    |
| -------------------------------------------- | ---- | -------------------- | -- | -- | -- | -- | -- | -- | ---- | --- | ---------------- |
|                                              | 1º   | San Pedro            | 8  | 3  | 4  | 1  | 12 | 5  | +7   | 13  | Cuartos de final |
|                                              | 2°   | Marquense            | 8  | 3  | 4  | 1  | 8  | 5  | +3   | 13  | Cuartos de final |
|                                              | 3°   | Xinabajul-Huehue     | 8  | 3  | 2  | 3  | 8  | 7  | +1   | 11  |                  |
|                                              | 4°   | Quiché               | 8  | 1  | 4  | 3  | 2  | 7  | -5   | 7   |                  |
|                                              | 5°   | Plataneros La Blanca | 8  | 1  | 4  | 3  | 6  | 12 | -6   | 7   |                  |
| Última actualización: 5 de diciembre de 2020 |      |                      |    |    |    |    |    |    |      |     |                  |

### Grupo B: Suroccidente
|                                              | Pos. | Equipos          | PJ | PG | PE | PP | GF | GC | Dif. | PTS | Clasificación    |
| -------------------------------------------- | ---- | ---------------- | -- | -- | -- | -- | -- | -- | ---- | --- | ---------------- |
|                                              | 1º   | Puerto San José  | 8  | 3  | 4  | 1  | 11 | 6  | +5   | 13  | Cuartos de final |
|                                              | 2°   | Sololá           | 8  | 4  | 1  | 3  | 11 | 12 | -1   | 13  | Cuartos de final |
|                                              | 3°   | Suchitepéquez    | 8  | 3  | 3  | 2  | 13 | 6  | +7   | 12  |                  |
|                                              | 4°   | Coatepecano I.B. | 8  | 2  | 3  | 3  | 4  | 7  | -3   | 9   |                  |
|                                              | 5°   | Nueva Concepción | 8  | 1  | 3  | 4  | 8  | 16 | -8   | 6   |                  |
| Última actualización: 5 de diciembre de 2020 |      |                  |    |    |    |    |    |    |      |     |                  |

### Grupo C: Centro-Sur
|                                              | Pos. | Equipos              | PJ | PG | PE | PP | GF | GC | Dif. | PTS | Clasificación    |
| -------------------------------------------- | ---- | -------------------- | -- | -- | -- | -- | -- | -- | ---- | --- | ---------------- |
|                                              | 1º   | Naranjeros Escuintla | 8  | 4  | 4  | 0  | 9  | 2  | +7   | 16  | Cuartos de final |
|                                              | 2°   | Aurora               | 8  | 3  | 2  | 3  | 8  | 8  | 0    | 11  | Cuartos de final |
|                                              | 3°   | Chimaltenango        | 8  | 3  | 2  | 3  | 4  | 4  | 0    | 11  |                  |
|                                              | 4°   | Petapa               | 8  | 2  | 3  | 3  | 7  | 7  | 0    | 9   |                  |
|                                              | 5°   | Comunicaciones B     | 8  | 2  | 1  | 5  | 6  | 13 | -7   | 7   |                  |
| Última actualización: 5 de diciembre de 2020 |      |                      |    |    |    |    |    |    |      |     |                  |

### Grupo D: Centro-Oriente-Norte
|                                              | Pos. | Equipos        | PJ | PG | PE | PP | GF | GC | Dif. | PTS | Clasificación    |
| -------------------------------------------- | ---- | -------------- | -- | -- | -- | -- | -- | -- | ---- | --- | ---------------- |
|                                              | 1º   | Mixco          | 8  | 7  | 0  | 1  | 18 | 8  | +10  | 21  | Cuartos de final |
|                                              | 2°   | Mictlán        | 8  | 3  | 3  | 2  | 8  | 7  | +1   | 12  | Cuartos de final |
|                                              | 3°   | Sayaxché       | 8  | 3  | 1  | 4  | 11 | 13 | -2   | 10  |                  |
|                                              | 4°   | Zacapa Tellioz | 8  | 2  | 2  | 4  | 7  | 10 | -3   | 8   |                  |
|                                              | 5°   | Carchá         | 8  | 1  | 2  | 5  | 7  | 13 | -6   | 5   |                  |
| Última actualización: 5 de diciembre de 2020 |      |                |    |    |    |    |    |    |      |     |                  |

## Jornadas Grupo A
- Los horarios son correspondientes al tiempo de Guatemala (UTC-6).

| Jornada 1            | Jornada 1 | Jornada 1        | Jornada 1         | Jornada 1    | Jornada 1 |
| Local                | Resultado | Visitante        | Estadio           | Fecha        | Hora      |
| -------------------- | --------- | ---------------- | ----------------- | ------------ | --------- |
| Plataneros La Blanca | 1 - 1     | Xinabajul-Huehue | Florencio Barrios | 4 de octubre | 13:00     |
| San Pedro            | 1 - 1     | Marquense        | San Pedro         | 4 de octubre | 15:00     |
| Descanso: Quiché     |           |                  |                   |              |           |

| Jornada 2           | Jornada 2 | Jornada 2            | Jornada 2  | Jornada 2     | Jornada 2 |
| Local               | Resultado | Visitante            | Estadio    | Fecha         | Hora      |
| ------------------- | --------- | -------------------- | ---------- | ------------- | --------- |
| Quiché              | 1 - 1     | Plataneros La Blanca | Santa Cruz | 10 de octubre | 13:00     |
| San Pedro           | 2 - 1     | Xinabajul-Huehue     | San Pedro  | 11 de octubre | 15:00     |
| Descanso: Marquense |           |                      |            |               |           |

| Jornada 3                  | Jornada 3 | Jornada 3 | Jornada 3               | Jornada 3     | Jornada 3 |
| Local                      | Resultado | Visitante | Estadio                 | Fecha         | Hora      |
| -------------------------- | --------- | --------- | ----------------------- | ------------- | --------- |
| Plataneros                 | 0 - 0     | San Pedro | Florencio Barrios       | 18 de octubre | 13:00     |
| Marquense                  | 0 - 0     | Quiché    | Marquesa de la Ensenada | 18 de octubre | 15:00     |
| Descanso: Xinabajul-Huehue |           |           |                         |               |           |

| Jornada 4           | Jornada 4                                                    | Jornada 4            | Jornada 4               | Jornada 4     | Jornada 4 |
| Local               | Resultado                                                    | Visitante            | Estadio                 | Fecha         | Hora      |
| ------------------- | ------------------------------------------------------------ | -------------------- | ----------------------- | ------------- | --------- |
| Xinabajul-Huehue    | 0 - 0 Archivado el 26 de octubre de 2020 en Wayback Machine. | Quiché               | Los Cuchumatanes        | 25 de octubre | 11:00     |
| Marquense           | 1 - 1 Archivado el 26 de octubre de 2020 en Wayback Machine. | Plataneros La Blanca | Marquesa de la Ensenada | 25 de octubre | 15:00     |
| Descanso: San Pedro |                                                              |                      |                         |               |           |

| Jornada 5                      | Jornada 5                                                    | Jornada 5 | Jornada 5               | Jornada 5      | Jornada 5 |
| Local                          | Resultado                                                    | Visitante | Estadio                 | Fecha          | Hora      |
| ------------------------------ | ------------------------------------------------------------ | --------- | ----------------------- | -------------- | --------- |
| Quiché                         | 0 - 0 Archivado el 26 de octubre de 2020 en Wayback Machine. | San Pedro | Santa Cruz              | 31 de octubre  | 13:00     |
| Xinabajul-Huehue               | 0 - 1 Archivado el 27 de octubre de 2020 en Wayback Machine. | Marquense | Marquesa de la Ensenada | 1 de noviembre | 11:00     |
| Descanso: Plataneros La Blanca |                                                              |           |                         |                |           |

| Jornada 6        | Jornada 6                                                    | Jornada 6            | Jornada 6               | Jornada 6      | Jornada 6 |
| Local            | Resultado                                                    | Visitante            | Estadio                 | Fecha          | Hora      |
| ---------------- | ------------------------------------------------------------ | -------------------- | ----------------------- | -------------- | --------- |
| Marquense        | 3 - 1 Archivado el 27 de octubre de 2020 en Wayback Machine. | San Pedro            | Marquesa de la Ensenada | 8 de noviembre | 15:00     |
| Xinabajul-Huehue | 3 - 1 Archivado el 26 de octubre de 2020 en Wayback Machine. | Plataneros La Blanca | Los Cuchumatanes        | 8 de noviembre | 15:00     |
| Descanso: Quiché |                                                              |                      |                         |                |           |

| Jornada 7            | Jornada 7                                                    | Jornada 7 | Jornada 7         | Jornada 7       | Jornada 7 |
| Local                | Resultado                                                    | Visitante | Estadio           | Fecha           | Hora      |
| -------------------- | ------------------------------------------------------------ | --------- | ----------------- | --------------- | --------- |
| Plataneros La Blanca | 2 - 0 Archivado el 27 de octubre de 2020 en Wayback Machine. | Quiché    | Florencio Barrios | 15 de noviembre | 13:00     |
| Xinabajul-Huehue     | 1 - 0 Archivado el 26 de octubre de 2020 en Wayback Machine. | San Pedro | Los Cuchumatanes  | 15 de noviembre | 15:00     |
| Descanso: Marquense  |                                                              |           |                   |                 |           |

| Jornada 8                  | Jornada 8                                                    | Jornada 8            | Jornada 8  | Jornada 8       | Jornada 8 |
| Local                      | Resultado                                                    | Visitante            | Estadio    | Fecha           | Hora      |
| -------------------------- | ------------------------------------------------------------ | -------------------- | ---------- | --------------- | --------- |
| Quiché                     | 1 - 0 Archivado el 26 de octubre de 2020 en Wayback Machine. | Marquense            | Santa Cruz | 18 de noviembre | 13:00     |
| San Pedro                  | 5 - 0 Archivado el 26 de octubre de 2020 en Wayback Machine. | Plataneros La Blanca | San Pedro  | 18 de noviembre | 15:00     |
| Descanso: Xinabajul-Huehue |                                                              |                      |            |                 |           |

| Jornada 9            | Jornada 9                                                    | Jornada 9        | Jornada 9         | Jornada 9       | Jornada 9 |
| Local                | Resultado                                                    | Visitante        | Estadio           | Fecha           | Hora      |
| -------------------- | ------------------------------------------------------------ | ---------------- | ----------------- | --------------- | --------- |
| Quiché               | 0 - 2 Archivado el 26 de octubre de 2020 en Wayback Machine. | Xinabajul-Huehue | Santa Cruz        | 21 de noviembre | 13:00     |
| Plataneros La Blanca | 0 - 1 Archivado el 27 de octubre de 2020 en Wayback Machine. | Marquense        | Florencio Barrios | 21 de noviembre | 15:00     |
| Descanso: San Pedro  |                                                              |                  |                   |                 |           |

| Jornada 10                     | Jornada 10                                                   | Jornada 10       | Jornada 10              | Jornada 10      | Jornada 10 |
| Local                          | Resultado                                                    | Visitante        | Estadio                 | Fecha           | Hora       |
| ------------------------------ | ------------------------------------------------------------ | ---------------- | ----------------------- | --------------- | ---------- |
| San Pedro                      | 2 - 0 Archivado el 27 de octubre de 2020 en Wayback Machine. | Quiché           | San Pedro               | 29 de noviembre | 11:00      |
| Marquense                      | 2 - 0 Archivado el 26 de octubre de 2020 en Wayback Machine. | Xinabajul-Huehue | Marquesa de la Ensenada | 29 de noviembre | 11:00      |
| Descanso: Plataneros La Blanca |                                                              |                  |                         |                 |            |

## Jornadas Grupo B
- Los horarios son correspondientes al tiempo de Guatemala (UTC-6).

| Jornada 1                  | Jornada 1                                                    | Jornada 1       | Jornada 1      | Jornada 1    | Jornada 1 |
| Local                      | Resultado                                                    | Visitante       | Estadio        | Fecha        | Hora      |
| -------------------------- | ------------------------------------------------------------ | --------------- | -------------- | ------------ | --------- |
| Sololá                     | 1 - 0 Archivado el 26 de octubre de 2020 en Wayback Machine. | Suchitepéquez   | Xambá          | 3 de octubre | 9:00      |
| Coatepecano IB             | 0 - 0 Archivado el 27 de octubre de 2020 en Wayback Machine. | Puerto San José | Israel Barrios | 4 de octubre | 12:00     |
| Descanso: Nueva Concepción |                                                              |                 |                |              |           |

| Jornada 2               | Jornada 2                                                    | Jornada 2       | Jornada 2        | Jornada 2     | Jornada 2 |
| Local                   | Resultado                                                    | Visitante       | Estadio          | Fecha         | Hora      |
| ----------------------- | ------------------------------------------------------------ | --------------- | ---------------- | ------------- | --------- |
| Sololá                  | 3 - 3 Archivado el 27 de octubre de 2020 en Wayback Machine. | Puerto San José | Xambá            | 10 de octubre | 9:00      |
| Nueva Concepción        | 0 - 3 Archivado el 26 de octubre de 2020 en Wayback Machine. | Coatepecano IB  | José Luis Ibarra | 10 de octubre | 14:00     |
| Descanso: Suchitepequez |                                                              |                 |                  |               |           |

| Jornada 3                 | Jornada 3                                                    | Jornada 3        | Jornada 3           | Jornada 3     | Jornada 3 |
| Local                     | Resultado                                                    | Visitante        | Estadio             | Fecha         | Hora      |
| ------------------------- | ------------------------------------------------------------ | ---------------- | ------------------- | ------------- | --------- |
| Suchitepéquez             | 2 - 1 Archivado el 26 de octubre de 2020 en Wayback Machine. | Nueva Concepción | Carlos Salazar Hijo | 17 de octubre | 11:00     |
| Coatepecano IB            | 0 - 1 Archivado el 27 de octubre de 2020 en Wayback Machine. | Sololá           | Israel Barrios      | 18 de octubre | 12:00     |
| Descanso: Puerto San José |                                                              |                  |                     |               |           |

| Jornada 4        | Jornada 4                                                                                               | Jornada 4        | Jornada 4           | Jornada 4     | Jornada 4 |
| Local            | Resultado                                                                                               | Visitante        | Estadio             | Fecha         | Hora      |
| ---------------- | --- | ---------------- | ------------------- | ------------- | --------- |
| Puerto San José  | 3 - 0 Archivado el 26 de octubre de 2020 en Wayback Machine.                                            | Nueva Concepción | Vicente Arévalo     | 25 de octubre | 11:00     |
| Suchitepéquez    | 5 - 0 (enlace roto disponible en Internet Archive; véase el historial, la primera versión y la última). | Coatepecano IB   | Carlos Salazar Hijo | 25 de octubre | 11:00     |
| Descanso: Sololá | |                  |                     |               |           |

| Jornada 5                | Jornada 5                                                    | Jornada 5     | Jornada 5        | Jornada 5      | Jornada 5 |
| Local                    | Resultado                                                    | Visitante     | Estadio          | Fecha          | Hora      |
| ------------------------ | ------------------------------------------------------------ | ------------- | ---------------- | -------------- | --------- |
| Nueva Concepción         | 4 - 3 Archivado el 26 de octubre de 2020 en Wayback Machine. | Sololá        | José Luis Ibarra | 31 de octubre  | 14:00     |
| Puerto San José          | 1 - 1 Archivado el 27 de octubre de 2020 en Wayback Machine. | Suchitepéquez | Vicente Arévalo  | 1 de noviembre | 11:00     |
| Descanso: Coatepecano IB |                                                              |               |                  |                |           |

| Jornada 6                  | Jornada 6                                                    | Jornada 6      | Jornada 6           | Jornada 6      | Jornada 6 |
| Local                      | Resultado                                                    | Visitante      | Estadio             | Fecha          | Hora      |
| -------------------------- | ------------------------------------------------------------ | -------------- | ------------------- | -------------- | --------- |
| Suchitepéquez              | 3 - 0 Archivado el 26 de octubre de 2020 en Wayback Machine. | Sololá         | Carlos Salazar Hijo | 8 de noviembre | 11:00     |
| Puerto San José            | 0 - 1 Archivado el 28 de octubre de 2020 en Wayback Machine. | Coatepecano IB | Vicente Arévalo     | 8 de noviembre | 11:00     |
| Descanso: Nueva Concepción |                                                              |                |                     |                |           |

| Jornada 7               | Jornada 7                                                    | Jornada 7        | Jornada 7       | Jornada 7       | Jornada 7 |
| Local                   | Resultado                                                    | Visitante        | Estadio         | Fecha           | Hora      |
| ----------------------- | ------------------------------------------------------------ | ---------------- | --------------- | --------------- | --------- |
| Puerto San José         | 2 - 0 Archivado el 26 de octubre de 2020 en Wayback Machine. | Sololá           | Vicente Arévalo | 15 de noviembre | 11:00     |
| Coatepecano IB          | 0 - 0 Archivado el 27 de octubre de 2020 en Wayback Machine. | Nueva Concepción | Israel Barrios  | 15 de noviembre | 12:00     |
| Descanso: Suchitepéquez |                                                              |                  |                 |                 |           |

| Jornada 8                 | Jornada 8                                                    | Jornada 8      | Jornada 8        | Jornada 8       | Jornada 8 |
| Local                     | Resultado                                                    | Visitante      | Estadio          | Fecha           | Hora      |
| ------------------------- | ------------------------------------------------------------ | -------------- | ---------------- | --------------- | --------- |
| Nueva Concepción          | 2 - 2 Archivado el 26 de octubre de 2020 en Wayback Machine. | Suchitepéquez  | José Luis Ibarra | 18 de noviembre | 14:00     |
| Sololá                    | 1 - 0 Archivado el 27 de octubre de 2020 en Wayback Machine. | Coatepecano IB | Xambá            | 18 de noviembre | 16:00     |
| Descanso: Puerto San José |                                                              |                |                  |                 |           |

| Jornada 9        | Jornada 9                                                    | Jornada 9       | Jornada 9        | Jornada 9       | Jornada 9 |
| Local            | Resultado                                                    | Visitante       | Estadio          | Fecha           | Hora      |
| ---------------- | ------------------------------------------------------------ | --------------- | ---------------- | --------------- | --------- |
| Nueva Concepción | 1 - 1 Archivado el 26 de octubre de 2020 en Wayback Machine. | Puerto San José | José Luis Ibarra | 21 de noviembre | 14:00     |
| Coatepecano IB   | 0 - 0 Archivado el 27 de octubre de 2020 en Wayback Machine. | Suchitepéquez   | Israel Barrios   | 22 de noviembre | 12:00     |
| Descanso: Sololá |                                                              |                 |                  |                 |           |

| Jornada 10               | Jornada 10                                                                                              | Jornada 10       | Jornada 10          | Jornada 10      | Jornada 10 |
| Local                    | Resultado                                                                                               | Visitante        | Estadio             | Fecha           | Hora       |
| ------------------------ | --- | ---------------- | ------------------- | --------------- | ---------- |
| Sololá                   | 2 - 0 Archivado el 26 de octubre de 2020 en Wayback Machine.                                            | Nueva Concepción | Xambá               | 29 de noviembre | 11:00      |
| Suchitepéquez            | 0 - 1 (enlace roto disponible en Internet Archive; véase el historial, la primera versión y la última). | Puerto San José  | Carlos Salazar Hijo | 29 de noviembre | 11:00      |
| Descanso: Coatepecano IB | |                  |                     |                 |            |

## Jornadas Grupo C
- Los horarios son correspondientes al tiempo de Guatemala (UTC-6).

| Jornada 1                      | Jornada 1                                                    | Jornada 1     | Jornada 1           | Jornada 1    | Jornada 1 |
| Local                          | Resultado                                                    | Visitante     | Estadio             | Fecha        | Hora      |
| ------------------------------ | ------------------------------------------------------------ | ------------- | ------------------- | ------------ | --------- |
| Petapa                         | 0 - 0 Archivado el 27 de octubre de 2020 en Wayback Machine. | Chimaltenango | Julio Armando Cóbar | 2 de octubre | 15:00     |
| Comunicaciones B               | 0 - 2 Archivado el 26 de octubre de 2020 en Wayback Machine. | Aurora        | Cementos Progreso   | 4 de octubre | 9:00      |
| Descanso: Naranjeros Escuintla |                                                              |               |                     |              |           |

| Jornada 2               | Jornada 2                                                    | Jornada 2        | Jornada 2           | Jornada 2     | Jornada 2 |
| Local                   | Resultado                                                    | Visitante        | Estadio             | Fecha         | Hora      |
| ----------------------- | ------------------------------------------------------------ | ---------------- | ------------------- | ------------- | --------- |
| Petapa                  | 0 - 1 Archivado el 26 de octubre de 2020 en Wayback Machine. | Aurora           | Julio Armando Cóbar | 9 de octubre  | 15:00     |
| Naranjeros Escuintla    | 2 - 0 Archivado el 27 de octubre de 2020 en Wayback Machine. | Comunicaciones B | Armando Barillas    | 10 de octubre | 11:00     |
| Descanso: Chimaltenango |                                                              |                  |                     |               |           |

| Jornada 3        | Jornada 3                                                    | Jornada 3            | Jornada 3               | Jornada 3     | Jornada 3 |
| Local            | Resultado                                                    | Visitante            | Estadio                 | Fecha         | Hora      |
| ---------------- | ------------------------------------------------------------ | -------------------- | ----------------------- | ------------- | --------- |
| Comunicaciones B | 1 - 4 Archivado el 27 de octubre de 2020 en Wayback Machine. | Petapa               | Cementos Progreso       | 17 de octubre | 9:00      |
| Chimaltenango    | 0 - 0 Archivado el 27 de octubre de 2020 en Wayback Machine. | Naranjeros Escuintla | Municipal Chimaltenango | 18 de octubre | 9:00      |
| Descanso: Aurora |                                                              |                      |                         |               |           |

| Jornada 4        | Jornada 4                                                    | Jornada 4            | Jornada 4               | Jornada 4     | Jornada 4 |
| Local            | Resultado                                                    | Visitante            | Estadio                 | Fecha         | Hora      |
| ---------------- | ------------------------------------------------------------ | -------------------- | ----------------------- | ------------- | --------- |
| Aurora           | 1 - 2 Archivado el 28 de octubre de 2020 en Wayback Machine. | Naranjeros Escuintla | del Ejército            | 24 de octubre | 13:00     |
| Chimaltenango    | 2 - 0 Archivado el 27 de octubre de 2020 en Wayback Machine. | Comunicaciones B     | Municipal Chimaltenango | 25 de octubre | 09:00     |
| Descanso: Petapa |                                                              |                      |                         |               |           |

| Jornada 5                  | Jornada 5                                                    | Jornada 5     | Jornada 5           | Jornada 5      | Jornada 5 |
| Local                      | Resultado                                                    | Visitante     | Estadio             | Fecha          | Hora      |
| -------------------------- | ------------------------------------------------------------ | ------------- | ------------------- | -------------- | --------- |
| Naranjeros Escuintla       | 0 - 0 Archivado el 29 de octubre de 2020 en Wayback Machine. | Petapa        | Julio Armando Cóbar | 31 de octubre  | 11:00     |
| Aurora                     | 1 - 0 Archivado el 26 de octubre de 2020 en Wayback Machine. | Chimaltenango | del Ejército        | 1 de noviembre | 13:00     |
| Descanso: Comunicaciones B |                                                              |               |                     |                |           |

| Jornada 6                      | Jornada 6                                                    | Jornada 6        | Jornada 6                  | Jornada 6      | Jornada 6 |
| Local                          | Resultado                                                    | Visitante        | Estadio                    | Fecha          | Hora      |
| ------------------------------ | ------------------------------------------------------------ | ---------------- | -------------------------- | -------------- | --------- |
| Aurora                         | 1 - 3 Archivado el 26 de octubre de 2020 en Wayback Machine. | Comunicaciones B | del Ejército               | 7 de noviembre | 13:00     |
| Chimaltenango                  | 1 - 0 Archivado el 27 de octubre de 2020 en Wayback Machine. | Petapa           | Municipal de Chimaltenango | 8 de noviembre | 9:00      |
| Descanso: Naranjeros Escuintla |                                                              |                  |                            |                |           |

| Jornada 7               | Jornada 7                                                    | Jornada 7            | Jornada 7         | Jornada 7       | Jornada 7 |
| Local                   | Resultado                                                    | Visitante            | Estadio           | Fecha           | Hora      |
| ----------------------- | ------------------------------------------------------------ | -------------------- | ----------------- | --------------- | --------- |
| Aurora                  | 1 - 1 Archivado el 26 de octubre de 2020 en Wayback Machine. | Petapa               | del Ejército      | 14 de noviembre | 13:00     |
| Comunicaciones B        | 0 - 0 Archivado el 27 de octubre de 2020 en Wayback Machine. | Naranjeros Escuintla | Cementos Progreso | 14 de noviembre | 15:00     |
| Descanso: Chimaltenango |                                                              |                      |                   |                 |           |

| Jornada 8            | Jornada 8                                                                                               | Jornada 8        | Jornada 8           | Jornada 8       | Jornada 8 |
| Local                | Resultado                                                                                               | Visitante        | Estadio             | Fecha           | Hora      |
| -------------------- | --- | ---------------- | ------------------- | --------------- | --------- |
| Naranjeros Escuintla | 2 - 0 Archivado el 30 de octubre de 2020 en Wayback Machine.                                            | Chimaltenango    | Armando Barillas    | 18 de noviembre | 11:00     |
| Petapa               | 2 - 1 (enlace roto disponible en Internet Archive; véase el historial, la primera versión y la última). | Comunicaciones B | Julio Armando Cóbar | 18 de noviembre | 15:00     |
| Descanso: Aurora     | |                  |                     |                 |           |

| Jornada 9            | Jornada 9                                                    | Jornada 9     | Jornada 9         | Jornada 9       | Jornada 9 |
| Local                | Resultado                                                    | Visitante     | Estadio           | Fecha           | Hora      |
| -------------------- | ------------------------------------------------------------ | ------------- | ----------------- | --------------- | --------- |
| Naranjeros Escuintla | 1 - 1 Archivado el 27 de octubre de 2020 en Wayback Machine. | Aurora        | Armando Barillas  | 21 de noviembre | 9:00      |
| Comunicaciones B     | 1 - 0 Archivado el 26 de octubre de 2020 en Wayback Machine. | Chimaltenango | Cementos Progreso | 22 de diciembre | 9:00      |
| Descanso: Petapa     |                                                              |               |                   |                 |           |

| Jornada 10                 | Jornada 10                                                   | Jornada 10           | Jornada 10              | Jornada 10      | Jornada 10 |
| Local                      | Resultado                                                    | Visitante            | Estadio                 | Fecha           | Hora       |
| -------------------------- | ------------------------------------------------------------ | -------------------- | ----------------------- | --------------- | ---------- |
| Petapa                     | 0 - 0 Archivado el 27 de octubre de 2020 en Wayback Machine. | Naranjeros Escuintla | Julio Armando Cóbar     | 29 de noviembre | 11:00      |
| Chimaltenango              | 1 - 0 Archivado el 27 de octubre de 2020 en Wayback Machine. | Aurora               | Municipal Chimaltenango | 29 de noviembre | 11:00      |
| Descanso: Comunicaciones B |                                                              |                      |                         |                 |            |

## Jornadas Grupo D
- Los horarios son correspondientes al tiempo de Guatemala (UTC-6).

| Jornada 1       | Jornada 1                                                                                               | Jornada 1      | Jornada 1     | Jornada 1     | Jornada 1 |
| Local           | Resultado                                                                                               | Visitante      | Estadio       | Fecha         | Hora      |
| --------------- | --- | -------------- | ------------- | ------------- | --------- |
| Mictlán         | 0 - 0 Archivado el 26 de octubre de 2020 en Wayback Machine.                                            | Zacapa Tellioz | La Asunción   | 4 de octubre  | 11:00     |
| Carchá          | 1 - 2 (enlace roto disponible en Internet Archive; véase el historial, la primera versión y la última). | Sayaxché       | Juan R. Ponce | 14 de octubre | 12:00     |
| Descanso: Mixco | |                |               |               |           |

| Jornada 2        | Jornada 2                                                                                               | Jornada 2      | Jornada 2     | Jornada 2     | Jornada 2 |
| Local            | Resultado                                                                                               | Visitante      | Estadio       | Fecha         | Hora      |
| ---------------- | --- | -------------- | ------------- | ------------- | --------- |
| Mixco            | 3 - 2 Archivado el 26 de octubre de 2020 en Wayback Machine.                                            | Mictlán        | Santo Domingo | 10 de octubre | 16:00     |
| Sayaxché         | 2 - 1 (enlace roto disponible en Internet Archive; véase el historial, la primera versión y la última). | Zacapa Tellioz | La Pasión     | 11 de octubre | 12:00     |
| Descanso: Carchá | |                |               |               |           |

| Jornada 3                | Jornada 3                                                                                               | Jornada 3 | Jornada 3     | Jornada 3     | Jornada 3 |
| Local                    | Resultado                                                                                               | Visitante | Estadio       | Fecha         | Hora      |
| ------------------------ | --- | --------- | ------------- | ------------- | --------- |
| Mictlán                  | 1 - 0 (enlace roto disponible en Internet Archive; véase el historial, la primera versión y la última). | Sayaxché  | La Asunción   | 17 de octubre | 13:00     |
| Carchá                   | 1 - 2 (enlace roto disponible en Internet Archive; véase el historial, la primera versión y la última). | Mixco     | Juan R. Ponce | 18 de octubre | 12:00     |
| Descanso: Zacapa Tellioz | |           |               |               |           |

| Jornada 4          | Jornada 4                                                    | Jornada 4 | Jornada 4         | Jornada 4     | Jornada 4 |
| Local              | Resultado                                                    | Visitante | Estadio           | Fecha         | Hora      |
| ------------------ | ------------------------------------------------------------ | --------- | ----------------- | ------------- | --------- |
| Zacapa Tellioz     | 1 - 2 Archivado el 27 de octubre de 2020 en Wayback Machine. | Mixco     | David O. Bardales | 25 de octubre | 11:00     |
| Carchá             | 1 - 1 Archivado el 26 de octubre de 2020 en Wayback Machine. | Mictlán   | Juan R. Ponce     | 25 de octubre | 11:00     |
| Descanso: Sayaxché |                                                              |           |                   |               |           |

| Jornada 5         | Jornada 5                                                    | Jornada 5 | Jornada 5         | Jornada 5      | Jornada 5 |
| Local             | Resultado                                                    | Visitante | Estadio           | Fecha          | Hora      |
| ----------------- | ------------------------------------------------------------ | --------- | ----------------- | -------------- | --------- |
| Mixco             | 2 - 0 Archivado el 27 de octubre de 2020 en Wayback Machine. | Sayaxché  | Santo Domingo     | 31 de octubre  | 16:00     |
| Zacapa Tellioz    | 1 - 1 Archivado el 26 de octubre de 2020 en Wayback Machine. | Carchá    | David O. Bardales | 1 de noviembre | 11:00     |
| Descanso: Mictlán |                                                              |           |                   |                |           |

| Jornada 6       | Jornada 6                                                    | Jornada 6 | Jornada 6         | Jornada 6      | Jornada 6 |
| Local           | Resultado                                                    | Visitante | Estadio           | Fecha          | Hora      |
| --------------- | ------------------------------------------------------------ | --------- | ----------------- | -------------- | --------- |
| Zacapa Tellioz  | 1 - 0 Archivado el 27 de octubre de 2020 en Wayback Machine. | Mictlán   | David O. Bardales | 8 de noviembre | 11:00     |
| Sayaxché        | 3 - 1 Archivado el 27 de octubre de 2020 en Wayback Machine. | Carchá    | La Pasión         | 8 de noviembre | 12:00     |
| Descanso: Mixco |                                                              |           |                   |                |           |

| Jornada 7        | Jornada 7                                                    | Jornada 7 | Jornada 7         | Jornada 7     | Jornada 7 |
| Local            | Resultado                                                    | Visitante | Estadio           | Fecha         | Hora      |
| ---------------- | ------------------------------------------------------------ | --------- | ----------------- | ------------- | --------- |
| Mictlán          | 1 - 0 Archivado el 27 de octubre de 2020 en Wayback Machine. | Mixco     | La Asunción       | 14 de octubre | 9:00      |
| Zacapa Tellioz   | 2 - 1 Archivado el 27 de octubre de 2020 en Wayback Machine. | Sayaxché  | David O. Bardales | 15 de octubre | 11:00     |
| Descanso: Carchá |                                                              |           |                   |               |           |

| Jornada 8                | Jornada 8                                                                                               | Jornada 8 | Jornada 8     | Jornada 8       | Jornada 8 |
| Local                    | Resultado                                                                                               | Visitante | Estadio       | Fecha           | Hora      |
| ------------------------ | --- | --------- | ------------- | --------------- | --------- |
| Mixco                    | 3 - 1 Archivado el 27 de octubre de 2020 en Wayback Machine.                                            | Carchá    | Santo Domingo | 18 de noviembre | 16:00     |
| Sayaxché                 | 2 - 2 (enlace roto disponible en Internet Archive; véase el historial, la primera versión y la última). | Mictlán   | La Pasión     | 19 de noviembre | 12:00     |
| Descanso: Zacapa Tellioz | |           |               |                 |           |

| Jornada 9          | Jornada 9                                                    | Jornada 9      | Jornada 9     | Jornada 9     | Jornada 9 |
| Local              | Resultado                                                    | Visitante      | Estadio       | Fecha         | Hora      |
| ------------------ | ------------------------------------------------------------ | -------------- | ------------- | ------------- | --------- |
| Mixco              | 3 - 1 Archivado el 27 de octubre de 2020 en Wayback Machine. | Zacapa Tellioz | Santo Domingo | 21 de octubre | 16:00     |
| Mictlán            | 1 - 0 Archivado el 27 de octubre de 2020 en Wayback Machine. | Carchá         | La Asunción   | 23 de octubre | 11:00     |
| Descanso: Sayaxché |                                                              |                |               |               |           |

| Jornada 10        | Jornada 10                                                   | Jornada 10     | Jornada 10    | Jornada 10      | Jornada 10 |
| Local             | Resultado                                                    | Visitante      | Estadio       | Fecha           | Hora       |
| ----------------- | ------------------------------------------------------------ | -------------- | ------------- | --------------- | ---------- |
| Sayaxché          | 1 - 3 Archivado el 27 de octubre de 2020 en Wayback Machine. | Mixco          | La Pasión     | 29 de noviembre | 11:00      |
| Carchá            | 1 - 0 Archivado el 27 de octubre de 2020 en Wayback Machine. | Zacapa Tellioz | Juan R. Ponce | 29 de noviembre | 11:00      |
| Descanso: Mictlán |                                                              |                |               |                 |            |

## Fase final

### Cuartos de final
| Fechas             | Local en la ida | Global   | Local en la vuelta   | Ida | Vuelta                                                                                                  |
| ------------------ | --------------- | -------- | -------------------- | --- | --- |
| 2 y 5 de diciembre | Mictlán         | 5 - 2    | Naranjeros Escuintla | 2 - 1 (enlace roto disponible en Internet Archive; véase el historial, la primera versión y la última). | 3 - 1 (enlace roto disponible en Internet Archive; véase el historial, la primera versión y la última). |
| 2 y 5 de diciembre | Aurora          | (v)1 - 1 | Mixco                | 0 - 0 (enlace roto disponible en Internet Archive; véase el historial, la primera versión y la última). | 1 - 1 (enlace roto disponible en Internet Archive; véase el historial, la primera versión y la última). |
| 2 y 6 de diciembre | Marquense       | 1 - 2    | Puerto San José      | 1 - 1 (enlace roto disponible en Internet Archive; véase el historial, la primera versión y la última). | 0 - 1 (enlace roto disponible en Internet Archive; véase el historial, la primera versión y la última). |
| 2 y 6 de diciembre | Sololá          | (v)2 - 2 | San Pedro            | 1 - 0 (enlace roto disponible en Internet Archive; véase el historial, la primera versión y la última). | 1 - 2 (enlace roto disponible en Internet Archive; véase el historial, la primera versión y la última). |

### Semifinales
| Fechas              | Local en la ida | Global      | Local en la vuelta | Ida | Vuelta |
| ------------------- | --------------- | ----------- | ------------------ | --- | --- |
| 9 y 13 de diciembre | Mictlán         | 1 (1 - 2) 1 | Sololá             | 1 - 0 (enlace roto disponible en Internet Archive; véase el historial, la primera versión y la última). | 0 (0 - 2) 1 (enlace roto disponible en Internet Archive; véase el historial, la primera versión y la última). |
| 9 y 13 de diciembre | Aurora          | 2 - 0       | Puerto San José    | 2 - 0 (enlace roto disponible en Internet Archive; véase el historial, la primera versión y la última). | 0 - 0 (enlace roto disponible en Internet Archive; véase el historial, la primera versión y la última).       |

### Final
| Fechas               | Local en la ida | Global | Local en la vuelta | Ida | Vuelta                                                                                                  |
| -------------------- | --------------- | ------ | ------------------ | --- | --- |
| 17 y 20 de diciembre | Aurora          | 3 - 1  | Sololá             | 1 - 0 (enlace roto disponible en Internet Archive; véase el historial, la primera versión y la última). | 2 - 1 (enlace roto disponible en Internet Archive; véase el historial, la primera versión y la última). |

- Datos: Q110164101